# Antihumano
Antihumano es el noveno álbum de estudio del grupo musical de Argentina Attaque 77, publicado en noviembre de 2003 por el sello discográfico BMG Ariola. Este álbum incluye el reconocido corte de difusión «Western», en homenaje al difunto René Favaloro. Su siguiente corte de difusión fue «Éxodo-Ska», seguido del gran éxito del álbum, «Arrancacorazones». También salieron los cortes de difusión de las canciones «Setentistas», «Reality-Joe», «La gente que habla sola» y «Morbo-Porno». El álbum alcanzó a ser triple disco de platino, pasando las 120 000 copias vendidas en Argentina.

## Lista de canciones
1. «Echo fuego» (Ciro Pertusi) - 3:25
2. «Western» (Ciro Pertusi) - 4:08
3. «Ojos de perro» (Ciro Pertusi, Martínez) - 4:25
4. «Los tiburones» (Ciro Pertusi) - 2:34
5. «Morbo-Porno» (Ciro Pertusi, Martínez, Scaglione, De Cecco) - 1:51
6. «Barreda´s Way» (Ciro Pertusi, Martínez) - 2:54
7. «Iemanja» (Ciro Pertusi) / Potpourri: Jive Talking (R. Gibb, B. Gibb, M. Gibb) - 2:49
8. «Surfeando en el soretero» (Ciro Pertusi, Martínez) - 3:00
9. «La gente que habla sola» (Ciro Pertusi) - 5:18
10. «Hey! Hey!» (Ciro Pertusi, Martínez) - 1:51
11. «Arrancacorazones» (Ciro Pertusi, Martínez) - 4:16
12. «Reality-Joe» (Ciro Pertusi, Caffieri) - 2:20
13. «Antihumano» (Ciro Pertusi, Martínez, Scaglione, De Cecco) - 2:51
14. «Setentistas» (Ciro Pertusi, Martínez) - 3:43
15. «El pájaro canta hasta morir» (Ciro Pertusi, Martínez) - 5:19
16. «Los buenos deseos» (Ciro Pertusi, Martínez) - 3:00
17. «Éxodo-Ska» (Ciro Pertusi, Martínez, Scaglione, De Cecco, Lloyd Weber, Rice) - 3:30
18. «Neo-Satán» (Ciro Pertusi) - 5:45

## Videos musicales
- «Western» (2003)
- «Éxodo-Ska» (2004)
- «Arrancacorazones» (2004)
- «Setentistas» (2005)
- «La gente que habla sola» (2006)

## Créditos
Attaque 77
- Ciro Pertusi: Voz líder y guitarra rítmica.
- Mariano Martínez: Guitarra líder y voz.
- Luciano Scaglione: Bajo y coros.
- Leo De Cecco: Batería.
- Martín "Tucan" Bosa: Teclados en «Echo fuego», «Western», «Ojos de perro», «Morbo-Porno», «Barreda´s Way», «Surfeando en el soretero», «La gente que habla sola», «Arrancacorazones», «Reality-Joe», «Antihumano», «El pájaro canta hasta morir», «Los buenos deseos» y «Éxodo-Ska».

Músicos invitados
- Florencia Masera: Coros en «Ojos de perro».
- Gustavo Cordera: Voz en «Morbo-Porno».
- Hernán Agrassar: Acústica en «Barreda´s Way».
- Sergio Rotman: Saxo alto.
- Sergio Colombo: Saxo tenor.
- Hugo Lobo: Trompeta en «Iemanja», «El pájaro canta hasta morir», «Éxodo-Ska» y «Neo-Satán».
- Alfredo Casero: Voz en «Reality-Joe».
- Juanchi Baleiron: Guitarra en «Éxodo-Ska».
- Mimi Maura: Voz en «Éxodo-Ska».
- Elite Romanticista-Géminis: Voces de estadio en «Morbo-Porno», «Reality-Joe», «Antihumano» y «Éxodo-Ska».
- Andrea Álvarez: Percusión en «Iemanja», «Éxodo-Ska» y «Neo-Satán».